# Erythrolamprus dorsocorallinus
Erythrolamprus dorsocorallinus är en ormart som beskrevs av Esqueda, Natera, La Marca och Ilija-Fistar 2000. Erythrolamprus dorsocorallinus ingår i släktet Erythrolamprus och familjen snokar. Inga underarter finns listade i Catalogue of Life.
Denna orm förekommer i nordvästra Brasilien och sydvästra Venezuela. Den lever i kulliga områden. Individerna vistas i regnskogar och de besöker även betesmarker. Honor lägger ägg.
I delar av utbredningsområdet hotas beståndet av intensivt skogsbruk. De lämpliga skogarna som finns kvar är fortfarande stora. IUCN listar arten som livskraftig (LC).